# Partick Thistle Football Club 2023-2024
Questa voce raccoglie le informazioni riguardanti il Partick Thistle Football Club nelle competizioni ufficiali della stagione 2023-2024.

## Stagione
- In Scottish Championship il Partick Thistle si classifica al 3º posto (55 punti), dietro a Dundee Utd e Raith Rovers e davanti agli Airdrieonians. Ai play-off supera al quarto di finale gli Airdrieonians (4-3 complessivo), poi perde la semifinale contro il Raith Rovers (3-3 complessivo e 3-4 ai calci di rigore).
- In Scottish Cup viene eliminato agli ottavi di finale dal Livingston (2-3 ai tempi supplementari).
- In Scottish League Cup viene eliminato al secondo turno dagli Hearts (4-0).

## Maglie e sponsor
| Casa | Trasferta |

## Rosa
| N. |                        | Ruolo | Calciatore      |
| -- | ---------------------- | ----- | --------------- |
| 1  | Scozia (bandiera)      | P     | Jamie Sneddon   |
| 2  | Scozia (bandiera)      | D     | Jack McMillan   |
| 3  | Scozia (bandiera)      | D     | Harry Milne     |
| 4  | Inghilterra (bandiera) | D     | Wasiri Williams |
| 5  | Scozia (bandiera)      | D     | Aaron Muirhead  |
| 6  | Scozia (bandiera)      | D     | Lewis Neilson   |
| 7  | Scozia (bandiera)      | C     | Scott Tiffoney  |
| 8  | Scozia (bandiera)      | C     | Stuart Bannigan |
| 9  | Scozia (bandiera)      | A     | Brian Graham    |
| 11 | Scozia (bandiera)      | C     | Steven Lawless  |
| 12 | Malawi (bandiera)      | D     | Kieran Ngwenya  |
| 17 | Scozia (bandiera)      | A     | Scott Robinson  |

| N. |                        | Ruolo | Calciatore        |
| -- | ---------------------- | ----- | ----------------- |
| 19 | Scozia (bandiera)      | C     | Luke McBeth       |
| 20 | Irlanda (bandiera)     | D     | Daniel O'Reilly   |
| 21 | Scozia (bandiera)      | C     | Aidan Fitzpatrick |
| 22 | Scozia (bandiera)      | C     | Ben Williamson    |
| 23 | Scozia (bandiera)      | C     | Blair Alston      |
| 25 | Scozia (bandiera)      | P     | Ross Stewart      |
| 26 | Scozia (bandiera)      | C     | Ben Stanway       |
| 29 | Scozia (bandiera)      | C     | Zander MacKenzie  |
| 31 | Scozia (bandiera)      | P     | David Mitchell    |
| 34 | Scozia (bandiera)      | A     | Ricco Diack       |
| 99 | Inghilterra (bandiera) | A     | Tomi Adeloye      |